# 芸香叶唐松草
芸香叶唐松草（学名：Thalictrum rutifolium）为毛茛科唐松草属下的一个种。

## 扩展阅读
- 維基物種上的相關：芸香叶唐松草